# Anna Akana
Anna Akana est une actrice américaine née le 18 août 1989 dans le comté de Monterey en Californie.

## Biographie

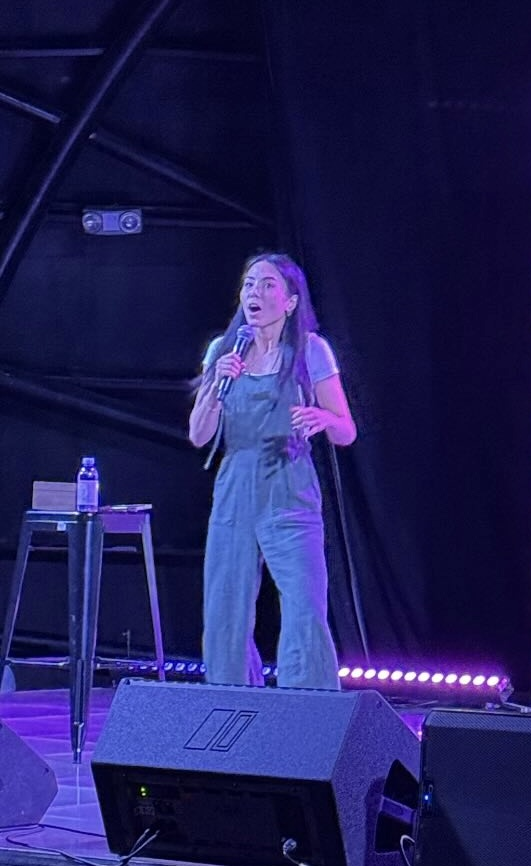
Anna Akana à Manille en février 2025.

## Filmographie

### Actrice

#### Cinéma
- 2013 : Inappropriate Comedy : une étudiante
- 2014 : Here She Is : Miss Hawaï
- 2015 : Hello, My Name Is Doris : une vlogueuse
- 2015 : Ant-Man : l’écrivaine
- 2015 : Kids vs Monsters : Daisy
- 2016 : Dirty 30 : Ashley
- 2017 : You Get Me : Lydia
- 2018 : Nouvelle Génération : Ani
- 2019 : Go Bask to China : Sasha Li
- 2019 : Flocons d'amour : Kerry
- 2020 : Hooking Up : Elizabeth
- 2021 : Sticky : Manda
- 2021 : Silent Shame
- 2021 : I Heart Social Media
- 2022 : 47 Ronin - Le Sabre de la vengeance de Ron Yuan : Luna

#### Télévision
- 2011 : Awkward : la fille asiatique (1 épisode)
- 2011-2012 : Breaking Los Angeles (9 épisodes)
- 2011-2012 : 10 Second Traumas : Rachel, la petite-amie folle et autres personnages (8 épisodes)
- 2012 : Shake It Up : Tomoka (1 épisode)
- 2012 : The Beauty Inside : Alex 29 (5 épisodes)
- 2013 : Riley Rewind : Riley Brown (5 épisodes)
- 2013-2014 : The Fosters : Lily et l'amie de Tayla (2 épisodes)
- 2016 : Hipsters : Jane (3 épisodes)
- 2016 : This Isn't Working : Nicole (5 épisodes)
- 2016 : Adam Ruins Everything : une cliente (1 épisode)
- 2016 : Transformers: Combiners Wars : Victorion (4 épisodes)
- 2016 : Single by 30 : Grace (6 épisodes)
- 2016-2018 : Miss 2059 : Victoria Young (24 épisodes)
- 2017 : Stitchers : Amanda Weston (7 épisodes)
- 2017 : Search Bar (12 épisodes)
- 2017-2019 : Clash-A-Rama! (18 épisodes)
- 2018 : Youth and Consequences : Farrah Cutney (8 épisodes)
- 2018-2019 : Corporate : Paige (5 épisodes)
- 2018-2019 : Big City Greens : Gloria et autres personnages (18 épisodes)
- 2019 : Amphibia : Sasha (3 épisodes)
- 2020 : Magical Girl Friendship Squad: Origins : Daisy (6 épisodes)
- 2020 : Into the Dark : Julie (1 épisode)
- 2020 : A Million Little Things : Dakota (4 épisodes)
- 2020 : NCIS : Los Angeles : Rhea Moretti (1 épisode)
- 2020 : Jupiter's Legacy : Raikou (4 épisodes)

### Réalisatrice
- 2011 : 10 Second Traumas : 3 épisodes
- 2016 : Hipsters : 3 épisodes
- 2017 : Search Bar : 12 épisodes
- 2017-2018 : Miss 2059 : 12 épisodes

### Scénariste
- 2011 : 10 Second Traumas : 3 épisodes
- 2013 : Riley Rewind : 5 épisodes
- 2015 : Command Center
- 2016-2018 : Miss 2059 : 24 épisodes
- 2017 : Search Bar
- 2021 : So Much

### Productrice
- 2011 : 10 Second Traumas : 3 épisodes
- 2011-2012 : Breaking Los Angeles : 8 épisodes
- 2013 : Riley Rewind : 5 épisodes
- 2015 : Adult Wednesday : 2 épisodes
- 2015 : Rough Day
- 2016 : Miss 2059 : 24 épisodes
- 2016 : Go-Go Boy Interrupted : 10 épisodes
- 2017 : Search Bar : 12 épisodes
- 2018 : Youth and Consequences : 8 épisodes
- 2019 : Blood Machines
- 2021 : So Much
- 2021 : Sticky
- 2021 : I Heart Social Media